# ボニー・コロック
ボニー・コロック（Bonnie Koloc、1946年2月6日生まれ）は、アメリカン・フォーク・ミュージックのシンガーソングライター、女優、アーティストであり、スティーブ・グッドマン、ジョン・プリンとともに「シカゴ・フォークシーンの三位一体」を形成していた1970年代のイリノイ州を拠点とする三大フォークシンガーの一人と考えられていた。
彼女の作品は、シカゴ・フォーク・ミュージックの歴史家や、その地域の長年のファンによって、今もなお認知され、評価されている。

## 生涯とキャリア
コロックはアイオワ州ウォータールーで労働者階級の家庭に生まれた：「アイオワ州ウォータールー市郊外のセメントブロックの家に住んでいて、父はジョン・ディアの工場で働いていました。お金にはとても困っていました。私はたいていお古を着ていたし、屋内トイレを持っている人はお金持ちに違いないと思っていました。12歳の時に両親が離婚して、混沌にまみれていたので、本当に不安定な子供時代を過ごしました。高校時代は幼少期の自分を取り戻そうと多くの時間を費やしていました。」
家族の中で初めて大学に通ったコロックは、ノーザン・アイオワ大学に入学し、最初は演劇、次に美術を専攻し、歌で生活費を稼いでいたが、次第に大学生活に不満を持つようになった。学業を放棄してシカゴに行き、影響力のあるクラブ、ザ・アール・オブ・オールド・タウン (the Earl of Old Town) の常連となった。
1974年のアルバム You're Gonna Love Yourself in the Morning からの "Roll Me On The Water" でマイナー・ヒットを記録したが、多くの人が予想していたような全米的な知名度を得ることはなかった。しかし、スティーブ・グッドマン(Steve Goodman)やジョン・プリン(John Prine)と共に1970年代以降のシカゴ・フォーク・ミュージックの発展に影響を与えたと考えられているシカゴ・エリアでは、彼女はその象徴的な地位を維持している。彼女の代表曲であるエド・ホルスタイン(Ed Holstein)作の "Jazzman" はコンサートでリクエストされ続けており、ボニーの比類のない演奏はしばしばこの曲をヴォーカル・アートの領域にまで高めたと考えられている。
ロバート・クリストガウは書籍 en:Christgau's Record Guide: Rock Albums of the SeventieChristgau's Record Guide: Rock Albums of the Seventies (1981) の中で1977年のアルバム Close-Up を「これはコロックの控えめで紛れもない知性と声がレコードを最終的に作品にしているところだ」と述べている。
1980年代には、長年の伴侶の死後、女優としてのキャリアを追求し、ジョセフ・パップのブロードウェイ作品『人間喜劇』などに出演したが、80年代後半には美術の勉強に専念するようになった。現在は夫で作家のロバート・ウルフとアイオワ州に住み、アイオワ大学で教鞭をとり、いくつかのアートショーを立ち上げ、美しくユニークな歌声を磨き続けている。2000年以降、ボニー・コロックは音楽活動を再開し、シカゴでコンサートを続けており、彼女の忠実なファン、友人、親愛なる人たちを喜ばせてくれている。

## ディスコグラフィー
- After All This Time, Ovation, 1971年
- Hold On to Me, Ovation, 1972年
- Bonnie Koloc, Ovation, 1973年
- You're Gonna Love Yourself in the Morning, Ovation, 1974年
- At Her Best, Ovation, 1976年
- Close-Up, Epic, 1976年
- Wild and Recluse, Epic, 1978年
- With You On My Side, Flying Fish, 1987年
- Visual Voice, Naim Audio, 2000年
- Timeless, 自費出版, 2004年 [Disc 1, 1973年 - 1979年の音源から; Disc 2, 1979年 - 1990年の音源から]
- A Bestiary - Beasts of the Farm, 自費出版のアートブックとCD, 2004年
- Here to Sing, 自費出版, 2006年
- Beginnings, 自費出版, 2010年 [1969年のザ・アール・オブ・オールド・タウンとイリノイ大学での録音から]